# Véménd
Véménd là một thị trấn thuộc hạt Baranya, Hungary. Thị trấn này có diện tích 31,81 km², dân số năm 2010 là 1511 người, mật độ 48 người/km².